# ネクスト・ジェネレーション2020
ネクスト・ジェネレーション2020（英語: Next generation 2020）は、2020年10月にガーディアンが発表した2003年生まれのサッカー界の若手有望選手60人である。

## 特集選手
なお、所属は当時のものである。
| 氏名                               | 生年月日       | ポジション | 所属                                                 |
| ---------------------------------- | -------------- | ---------- | ---------------------------------------------------- |
| フェデリコ・レドンド               | 2003年1月18日  | DMF        | アルヘンティノス・ジュニアーズ                       |
| ダリオ・サルミエント               | 2003年3月29日  | WG         | エストゥディアンテス・デ・ラ・プラタ                 |
| アレックス・ロバートソン           | 2003年4月16日  | MF         | マンチェスター・シティFC                             |
| ユスフ・デミル                     | 2003年6月2日   | AMF        | SKラピード・ウィーン                                 |
| アルディ・ムフンドゥ               | 2003年3月9日   | DF         | シャルケ04                                           |
| ルカ・オイェン                     | 2003年3月14日  | AMF/WG     | KRCヘンク                                            |
| ブルーノ・ゴンサウヴェス           | 2003年3月14日  | FW         | レッドブル・ブラガンチーノ                           |
| メチーニョ                         | 2003年4月23日  | MF         | フルミネンセFC                                       |
| ディモ・クラステフ                 | 2003年2月10日  | DMF        | ACFフィオレンティーナ                                |
| 賈博琰                             | 2003年11月30日 | FW         | 上海上港                                             |
| トマス・アンヘル                   | 2003年2月20日  | FW         | アトレティコ・ナシオナル                             |
| ジョン・デュラン                   | 2003年12月13日 | FW         | エンビガドFC                                         |
| バルトル・バリシッチ               | 2003年1月1日   | FW         | NKディナモ・ザグレブ                                 |
| イヴァン・チュヴェリッチ           | 2003年6月2日   | AMF        | HNKハイドゥク・スプリト                              |
| トミスラヴ・ドゥヴニャク           | 2003年2月5日   | MF         | NKディナモ・ザグレブ                                 |
| アダム・カラベツ                   | 2003年7月2日   | AMF        | ACスパルタ・プラハ                                   |
| マウリッツ・ケアゴー               | 2003年6月23日  | MF         | レッドブル・ザルツブルク                             |
| イサーク・ツィバング               | 2003年5月17日  | WG         | TPマゼンベ                                           |
| アントニー・バレンシア             | 2003年7月21日  | WG         | インデペンディエンテ・デル・バジェ                   |
| サミュエル・イリング・ジュニオール | 2003年10月4日  | WG         | ユヴェントスFC                                       |
| ジャマル・ムシアラ                 | 2003年2月26日  | AMF        | FCバイエルン・ミュンヘン                             |
| アミール・アルリ                   | 2003年1月5日   | MF         | ディジョンFCO                                        |
| ラヤン・シェルキ                   | 2003年8月17日  | AMF        | オリンピック・リヨン                                 |
| エドゥアール・ミシュ               | 2003年3月4日   | MF         | パリ・サンジェルマンFC                               |
| ルカ・ネツ                         | 2003年5月15日  | LB/LW      | ヘルタ・ベルリン                                     |
| トルベン・ライン                   | 2003年1月12日  | AMF        | FCバイエルン・ミュンヘン                             |
| フロリアン・ヴィルツ               | 2003年5月3日   | AMF        | バイエル・レバークーゼン                             |
| プリンス・クバデナ・アドゥ         | 2003年9月23日  | FW         | ベチェム・ユナイテッドFC                             |
| イライクス・モリバ                 | 2003年1月19日  | MF         | FCバルセロナ                                         |
| イサク・ベルグマン・ヨハネション   | 2003年3月23日  | MF         | IFKノルシェーピン                                    |
| ビカシュ・ユムナム                 | 2003年9月6日   | DF         | パンジャーブFC                                       |
| チェーザレ・カザデイ               | 2003年1月10日  | MF         | インテルナツィオナーレ・ミラノ                       |
| ウィルフリード・ニョント           | 2003年11月5日  | FW         | インテルナツィオナーレ・ミラノ                       |
| ファビオ・ミレッティ               | 2003年8月3日   | MF         | ユヴェントスFC                                       |
| 中井卓大                           | 2003年10月24日 | MF         | レアル・マドリード                                   |
| マルセロ・フローレス               | 2003年10月1日  | MF         | アーセナルFC                                         |
| ルイス・プエンテ                   | 2003年2月13日  | FW         | CDグアダラハラ                                       |
| モハメド・アミーヌ・エサエル       | 2003年2月17日  | AMF        | モハメド6世アカデミー                                |
| シャビ・シモンズ                   | 2003年4月21日  | MF         | パリ・サンジェルマンFC                               |
| ナチ・ユヌヴァル                   | 2003年6月13日  | FW         | アヤックス・アムステルダム                           |
| オーディン・チアゴ・ホルム         | 2003年1月18日  | MF         | ヴォレレンガ・フォトバル                             |
| クライバート・アギラール           | 2003年5月5日   | DF         | アリアンサ・リマ                                     |
| アレクサンデル・ブクサ             | 2003年1月15日  | FW         | ヴィスワ・クラクフ                                   |
| ロナルド・カマラ                   | 2003年1月5日   | MF         | SLベンフィカ                                         |
| ジョエルソン・フェルナンデス       | 2003年2月28日  | FW         | スポルティングCP                                     |
| ステファン・ボディステアヌ         | 2003年2月1日   | AMF        | FCヴィトルル・コンスタンツァ                         |
| アルセン・ザハリャン               | 2003年5月26日  | MF         | FCディナモ・モスクワ                                 |
| リアム・モリソン                   | 2003年4月7日   | DF         | FCバイエルン・ミュンヘン                             |
| マテヤ・バチャニン                 | 2003年9月22日  | MF         | FKツルヴェナ・ズヴェズダ                             |
| ルカ・ツヴェティチャニン           | 2003年2月11日  | WG         | FKヴォジュドヴァツ                                   |
| ベンヤミン・シェシュコ             | 2003年5月31日  | FW         | レッドブル・ザルツブルク                             |
| ブルーノ・イグレシアス             | 2003年5月1日   | AMF        | レアル・マドリード                                   |
| イスラエル・サラサール             | 2003年5月10日  | FW         | レアル・マドリード                                   |
| ニコ・セラーノ                     | 2003年3月5日   | AMF        | アスレティック・ビルバオ                             |
| エミル・ロバック                   | 2003年5月3日   | FW         | ACミラン                                             |
| ケルヴィン・ジョン                 | 2003年6月10日  | FW         | ブロック・ハウス・カレッジ・フットボール・アカデミー |
| エムレ・セルティク                 | 2003年4月7日   | WG         | アルトゥノルドゥFK                                   |
| ラヴィル・タギル                   | 2003年5月6日   | DF         | イスタンブール・バシャクシェヒルFK                   |
| モーゼス・ニェマン                 | 2003年11月5日  | MF         | D.C. ユナイテッド                                    |
| フアン・イグナシオ・カブレラ       | 2003年2月27日  | AMF        | シャルケ04                                           |

ソース: